# Julius Schwarz (Politiker)
Julius Schwarz (* 12. April 1880 in Münchweiler; † 2. August 1949 in Saarbrücken) war ein deutscher Gewerkschafter und Politiker (SPD, SPS).

## Leben
Julius Schwarz wurde als Sohn eines Bergmanns geboren. Nach dem Besuch der Volksschule arbeitete er ab 1896 als Schlepper auf der Grube König, bestand dann die Hauerprüfung und war bis 1919 als Bergarbeiter in Wiebelskirchen tätig, zuletzt als Zahlstellenleiter. Von 1906 bis 1907 leistete er Militärdienst in Straßburg. Er schloss sich 1910 dem Bergarbeiterverband an und wurde von Februar 1919 bis Mai 1923 für diesen in Neunkirchen und Wiebelskirchen angestellt. Seit Juni 1923 war er zunächst Angestellter und von 1930 bis 1935 dann Bezirksleiter des Verbandes der Bergbauindustriearbeiter Deutschlands (Bergarbeiterverband) für das Saarrevier in Saarbrücken. In dieser Funktion wirkte er 1929/30 im Gremium A des Saarausschusses bei den deutsch-französischen Saarverhandlungen mit. Des Weiteren fungierte er 1927 als Vorsitzender der Pressekommission der Volksstimme. Außerdem war er 1919 Mitglied des Arbeiterausschusses der Berginspektion und Vertrauensmann der Bergarbeiter in Wiebelskirchen.
Schwarz trat in die SPD ein und wurde später zum stellvertretenden Vorsitzenden des SPD-Unterbezirks Saar gewählt. Er war seit 1912 Mitglied des Gemeinderates in Wiebelskirchen, von 1919 bis 1923 auch Mitglied des dortigen Bürgermeistereirates und seit 1920 Mitglied des Kreistages des Kreises Ottweiler. Von 1919 bis 1921 gehörte er der Verfassunggebenden Preußischen Landesversammlung an. Im März 1933 wurde er noch in den Preußischen Landtag gewählt. Von 1929 bis 1935 war er Stadtverordneter in Saarbrücken und dort Vorsitzender der Arbeitskammer.
Schwarz arbeitete nach seiner Entlassung 1935 als Angestellter bei der Knappschaft in Saarbrücken. Im September 1939 wurde er von den Nationalsozialisten in Themar festgenommen und im Zusammenhang mit dem Attentat vom 20. Juli 1944 während der „Aktion Gitter“ im Gestapo-Lager Neue Bremm inhaftiert. Nach dem Zweiten Weltkrieg arbeitete Schwarz als Amtmann bei der Saarknappschaft. Er beteiligte sich im April 1946 an der Gründung der SPS und wurde Erster Beigeordneter in Saarbrücken. Aufgrund einer Tuberkuloseerkrankung zog er sich 1947 aus dem öffentlichen Leben zurück und legte im März 1948 alle Ämter nieder.
1954 wurde im Neunkircher Stadtteil Wiebelskirchen die Margarethenstraße, im Volksmund auch Kehlstorzestroß genannt, nach Julius Schwarz benannt.